# Oneirodes haplonema
Oneirodes haplonema is een straalvinnige vissensoort uit de familie van armvinnigen (Oneirodidae). De wetenschappelijke naam van de soort is voor het eerst geldig gepubliceerd in 1998 door Stewart & Pietsch.